# Katja Lewina
Katja Lewina (* 1984 in Moskau) ist das Pseudonym einer deutschen Autorin.

## Leben
Katja Lewina studierte Slawistik, Literatur- und Religionswissenschaften. Anschließend arbeitete sie als freie Lektorin und im Künstlermanagement. Zurzeit schreibt sie als freie Autorin für verschiedene Magazine, darunter Brigitte, emotion, Eltern family, Playboy und ZEIT Online.
Im Jahr 2020 veröffentlichte Lewina bei DuMont das Buch Sie hat Bock, in dem sie über sexuelle Ungleichheit und weibliches Begehren schrieb. 2021 veröffentlichte die Autorin ihr zweites Sexbuch Bock, für das sie mit heterosexuellen Männern über deren sexuelle Praktiken und Fantasien sprach.
2022 erschien ihr Buch Ex: 20 Jahre, 10 Männer und was alles so schiefgehen kann. – für dieses Buch kontaktierte sie 10 Ex-Partner und sprach mit ihnen über die vergangenen Beziehungen.
Katja Lewina hat drei Kinder. Im Jahr 2023 thematisierte sie den plötzlichen Tod eines Sohnes im Jahr 2021 und später ihre eigene Herzerkrankung und die Trennung von ihrem Ehemann, mit dem sie seit 2014 eine offene Beziehung geführt hatte. Sie lebt im Berliner Umland.

## Werke
- Sie hat Bock. DuMont, Köln 2020, ISBN 978-3-8321-8117-8.
- Bock. Männer und Sex. DuMont, Köln 2021, ISBN 978-3-8321-8006-5.
- Ex: 20 Jahre, 10 Männer und was alles so schiefgehen kann. DuMont, Köln 2022, ISBN 978-3-8321-8146-8.
- Was ist schon für immer. Vom Leben mit der Endlichkeit. DuMont, Köln, 2024, ISBN  9783755800071